# Don Drummond
Don Drummond, jamajški skladatelj in pozavnist, * 1932, Kingston, Jamajka, † 6. maj 1969, Bellevue Asylum, Jamajka.
Njegova glasbena kariera se je začela v srednjih petdesetih letih 20. stoletja pri skupini Eric Deans All-Stars. V šestdesetih je nadaljeval še z ostalimi, med drugim tudi s Kennyjem Williamsom. V zgodnji fazi razvoja ska glasbe se je Don pridružil novoustanovljeni skupini The Skatalites in z njimi postal zelo znan. Napisal je večino njihovih pesmi v tistem času. Po mnenju pianista Georgea Shearinga sodi med pet najboljših pozavnistov na svetu.
Pozneje je duševno zbolel. Leta 1964 je bil obsojen za umor svoje partnerke Anite »Margarite« Mahfood, eksotične plesalke in pevke. Poslali so ga v zapor Bellevue Asylum, kjer je leta 1969 umrl. Uradno je bil vzrok njegove smrti samomor, toda nekateri menijo, da je bil žrtev vladne zarote proti kingstonski glasbeni sceni ali pa naj bi ga iz maščevanja za smrt njegove punce ubili gangsterji.